# Pomacentrus javanicus
Pomacentrus javanicus là một loài cá biển thuộc chi Pomacentrus trong họ Cá thia. Loài này được mô tả lần đầu tiên vào năm 1991.

## Từ nguyên
Từ định danh javanicus trong tiếng Latinh có nghĩa là "thuộc Java", hàm ý đề cập đến biển Java, nơi mẫu định danh của loài cá này được thu thập.

## Phạm vi phân bố và môi trường sống
P. javanicus hiện chỉ được tìm thấy tại quần đảo Seribu trên biển Java (Indonesia). P. javanicus sống tập trung trên nền đáy cát, gần những rạn san hô viền bờ và trong đầm phá ở độ sâu khoảng từ 6 đến 20 m.

## Mô tả
Chiều dài lớn nhất được ghi nhận ở P. javanicus là 8 cm.
Số gai ở vây lưng: 13; Số tia vây ở vây lưng: 13–14; Số gai ở vây hậu môn: 2; Số tia vây ở vây hậu môn: 14–15; Số gai ở vây bụng: 1; Số tia vây ở vây bụng: 5.

## Sinh thái học
Thức ăn của P. javanicus bao gồm tảo và các loài động vật phù du. Cá đực có tập tính bảo vệ và chăm sóc trứng.